# Lepanthes blephariglossa
Lepanthes blephariglossa är en orkidéart som beskrevs av Rudolf Schlechter. Lepanthes blephariglossa ingår i släktet Lepanthes och familjen orkidéer. Inga underarter finns listade i Catalogue of Life.